# Midland (Dakota del Sud)
Midland è un comune degli Stati Uniti d'America, situato in Dakota del Sud, nella contea di Haakon.